# Shuangxiqiao (sockenhuvudort i Kina, Hunan Sheng, lat 29,03, long 110,64)
Shuangxiqiao (kinesiska: 双溪桥乡) är en sockenhuvudort i Kina. Den ligger i provinsen Hunan, i den södra delen av landet, omkring 250 kilometer väster om provinshuvudstaden Changsha. Antalet invånare är 4 048. Befolkningen består av 1 961 kvinnor och 2 087 män. Barn under 15 år utgör 18,0 %, vuxna 15-64 år 63 %, och äldre över 65 år 17,0 %.
Runt Shuangxiqiao är det ganska tätbefolkat, med 100 invånare per kvadratkilometer. Närmaste större samhälle är Zhangjiajie, 19,4 km nordväst om Shuangxiqiao. I omgivningarna runt Shuangxiqiao växer i huvudsak blandskog.
Genomsnittlig årsnederbörd är 1 952 millimeter. Den regnigaste månaden är maj, med i genomsnitt 364 mm nederbörd, och den torraste är december, med 36 mm nederbörd.